# 库什曼山脊
库什曼山脊（Dorsum Cushman）是位于月球丰富海中的一道皱岭，中心月面坐标为，全长80公里，其名称取自美国地质学家、古生物学家及有孔虫门专家约瑟夫·奥古斯丁·库什曼（Joseph Augustine Cushman，1881年1月31日-1949年4月16日），1976年该名称被国际天文联合会正式批准接受。